# 王世敏 (情报学)
王世敏（1935年—），江苏铜山县大吴乡东大吴村人。中华人民共和国情报学家。

## 生平
自幼在家乡上小学及初中。1951年，保送淮南煤专，1954年中专毕业后又保送合肥工业大学采矿系就读，1958毕业后留校任教，担任合肥工业大学情报研究所副教授。